# 藤本栄造
藤本 栄造（ふじもと えいぞう、1928年 - ）は、日本の牧師。イムマヌエル綜合伝道団の元総理、日本福音同盟の元理事。

## 経歴
1948年に京都で洗礼を受ける。1954年イムマヌエル聖宣神学院を卒業、直後に幸子夫人と結婚し、出身教会の京都天授ヶ岡教会に赴任する。1957年イムマヌエル福岡教会に赴任して、1961年川崎市高津のインマヌエル高津キリスト教会に赴任して、現在は引退して名誉牧師になる。教団の本部事務局長や国内宣教局長、財務局長、などを歴任してイムマヌエルの要職を歴任する。
1991年から1992年に副理事長、1992年から1994年まで日本福音同盟の理事長を務め、1997年にイムマヌエル綜合伝道団の総理に就任する。
2000年、米国のウェスレー聖書学院より、名誉博士号を授与される。2006年日本福音功労賞を受賞する。
息子の藤本満もインマヌエル高津キリスト教会の牧師である。